# Удачный
Уда́чный (якут. Удачнай) — город в Мирнинском районе Республики Саха (Якутия) Российской Федерации, образует городское поселение город Удачный. Градообразующее предприятие — Удачнинский ГОК.

## География
Расположен в 16 км южнее Северного полярного круга, в верховьях реки Мархи, в 1540 км от Красноярска, в 2010 км от Новосибирска, в 3940 км от Москвы, в 1630 км от Иркутска, в 975 км от Якутска, в 440 км от Мирного.
Город состоит из двух районов — Надёжного и Нового города; примечательно, что микрорайон «Новый город» не имеет названий улиц, имеется только нумерация домов. Всего в микрорайоне «Новый город» расположено 36 пятиэтажных домов (34 многоквартирных дома и 2 общежития под номерами 6 корпус 1 и 6 корпус 2 соответственно). Все они стоят на сваях каменной застройки.
В 9 км от Удачного (микрорайон «Новый город») расположен аэропорт Полярный, в 520 км расположен аэропорт Мирный (по автодороге)
Полярный день в Удачном длится 29 дней с 7 июня по 5 июля, а минимальная зимняя наименьшая долгота дня составляет ровно 2 часа 22 минут или 142 минуты 22 декабря.

## История
Удачный возник в 1967 (1968) году как посёлок в связи с началом промышленных разработок месторождения кимберлитовой трубки «Удачная».
В 1987 году получил статус города.
Первый микрорайон — посёлок Удачный (Старый Удачный) — полностью ликвидирован в 1998 году. В данный момент ликвидирован Полярный, расселяется с этой же целью микрорайон Надёжный.

## Климат
- Среднегодовая температура воздуха — −11,8 °C
- Относительная влажность воздуха — 74,7 %
- Средняя скорость ветра — 3,2 м/с

| Среднесуточная температура воздуха в Удачном по данным NASA | Среднесуточная температура воздуха в Удачном по данным NASA | Среднесуточная температура воздуха в Удачном по данным NASA | Среднесуточная температура воздуха в Удачном по данным NASA | Среднесуточная температура воздуха в Удачном по данным NASA | Среднесуточная температура воздуха в Удачном по данным NASA | Среднесуточная температура воздуха в Удачном по данным NASA | Среднесуточная температура воздуха в Удачном по данным NASA | Среднесуточная температура воздуха в Удачном по данным NASA | Среднесуточная температура воздуха в Удачном по данным NASA | Среднесуточная температура воздуха в Удачном по данным NASA | Среднесуточная температура воздуха в Удачном по данным NASA | Среднесуточная температура воздуха в Удачном по данным NASA |
| Янв                                                         | Фев                                                         | Мар                                                         | Апр                                                         | Май                                                         | Июн                                                         | Июл                                                         | Авг                                                         | Сен                                                         | Окт                                                         | Ноя                                                         | Дек                                                         | Год                                                         |
| −34,4 до −57.7 °C                                           | −30,4 до −55.7 °C                                           | −23,2 до −52.6 °C                                           | −13,6 до −34.4 °C                                           | −3,2 до -20.2 °C                                            | 8,8 °C до -7.3 С                                            | 14,1 °C до -4.1 С                                           | 9,7 °C до -7.1 С                                            | 0,6 °C до -21.4 С                                           | −12,8 °C до -34.2 С                                         | −26,7 °C до -53.3 С                                         | −32,1 °C до -56.9 С                                         | −11,8 °C до -57.7 С                                         |
| ----------------------------------------------------------- | ----------------------------------------------------------- | ----------------------------------------------------------- | ----------------------------------------------------------- | ----------------------------------------------------------- | ----------------------------------------------------------- | ----------------------------------------------------------- | ----------------------------------------------------------- | ----------------------------------------------------------- | ----------------------------------------------------------- | ----------------------------------------------------------- | ----------------------------------------------------------- | ----------------------------------------------------------- |

## Население
| 1970    | 1979    | 1989    | 1998    | 2000    | 2001    | 2002    | 2006    |
| ------- | ------- | ------- | ------- | ------- | ------- | ------- | ------- |
| 2036    | ↗11 604 | ↗19 603 | ↘17 200 | ↗17 500 | ↗17 800 | ↘15 698 | ↘15 500 |
| 2007    | 2008    | 2009    | 2010    | 2011    | 2012    | 2013    | 2014    |
| ↘15 300 | ↘15 000 | ↘14 596 | ↘12 613 | ↘12 569 | ↘11 850 | ↘11 674 | ↘11 636 |
| 2015    | 2016    | 2017    | 2018    | 2019    | 2020    | 2021    | 2023    |
| ↘11 564 | ↗11 695 | ↗11 835 | ↘11 676 | ↗11 960 | ↗11 970 | ↗12 930 | ↗13 349 |

На 1 января 2025 года по численности населения город находился на 805-м месте из 1124 городов Российской Федерации.

## Ядерный взрыв «Кристалл»
2 октября 1974 года в районе трубки по заказу Министерства цветной металлургии СССР в 2,5 километрах к северо-востоку от карьера алмазоносной трубки «Удачная» был произведён ядерный взрыв на вспучивание мощностью 1,7 килотонны, под названием «Кристалл». Взрыв был произведён в скважине, на глубине 98 метров. Предусматривалось проведение восьми взрывов для создания плотины обогатительной фабрики на ручье Улахан-Бысытаах, но из-за аварийной ситуации с выбросом на поверхность продуктов взрыва от замысла отказались. Через 18 лет образовавшаяся воронка была засыпана. По оценкам, высота саркофага составляет от семи до двадцати метров. Необходимо отметить, что взрыв был произведён в непосредственной близости (менее 3 км) от пос. Удачный (Старый Удачный) — ныне он ликвидирован, а в то время был населён.

## Галерея

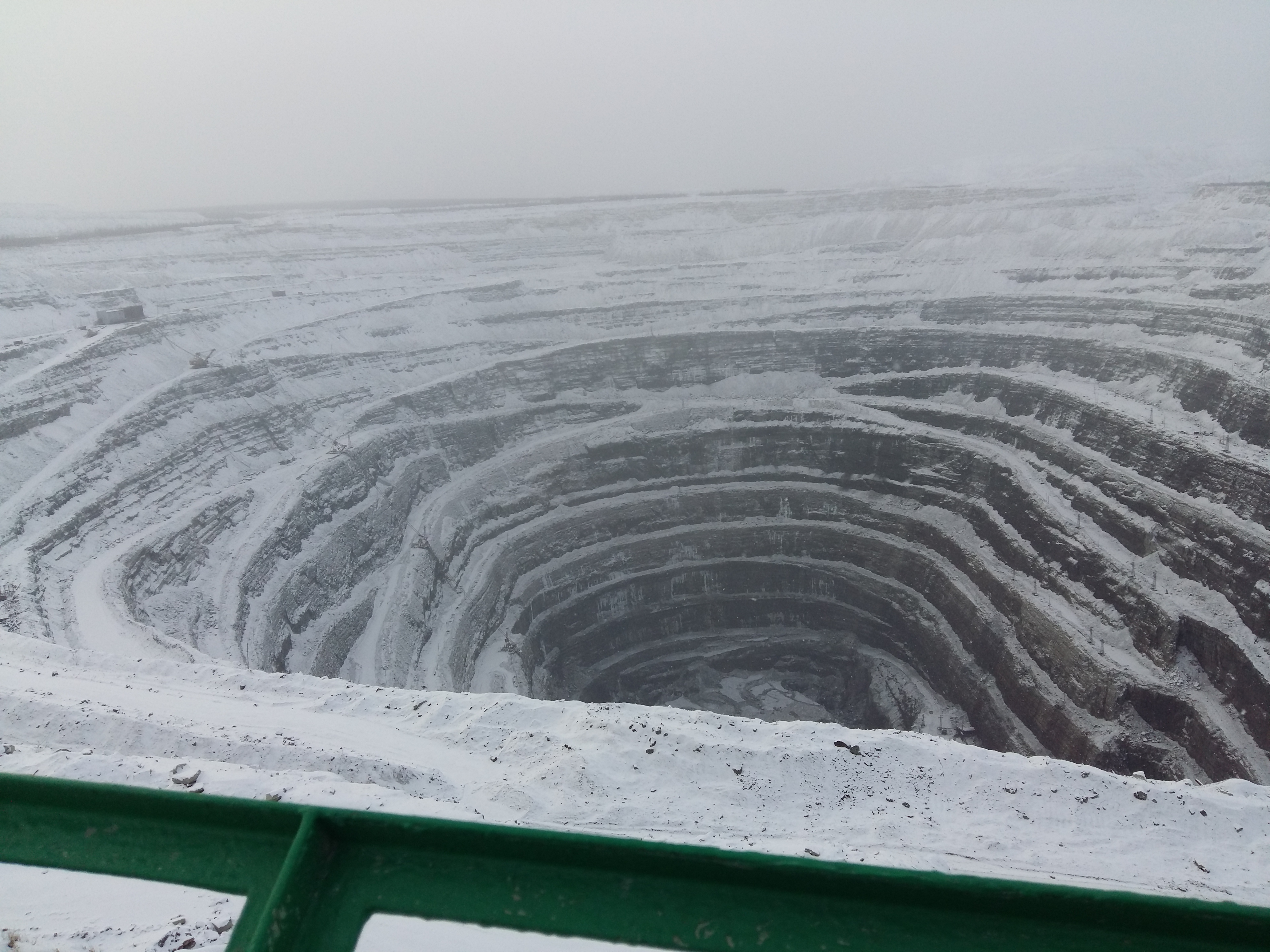
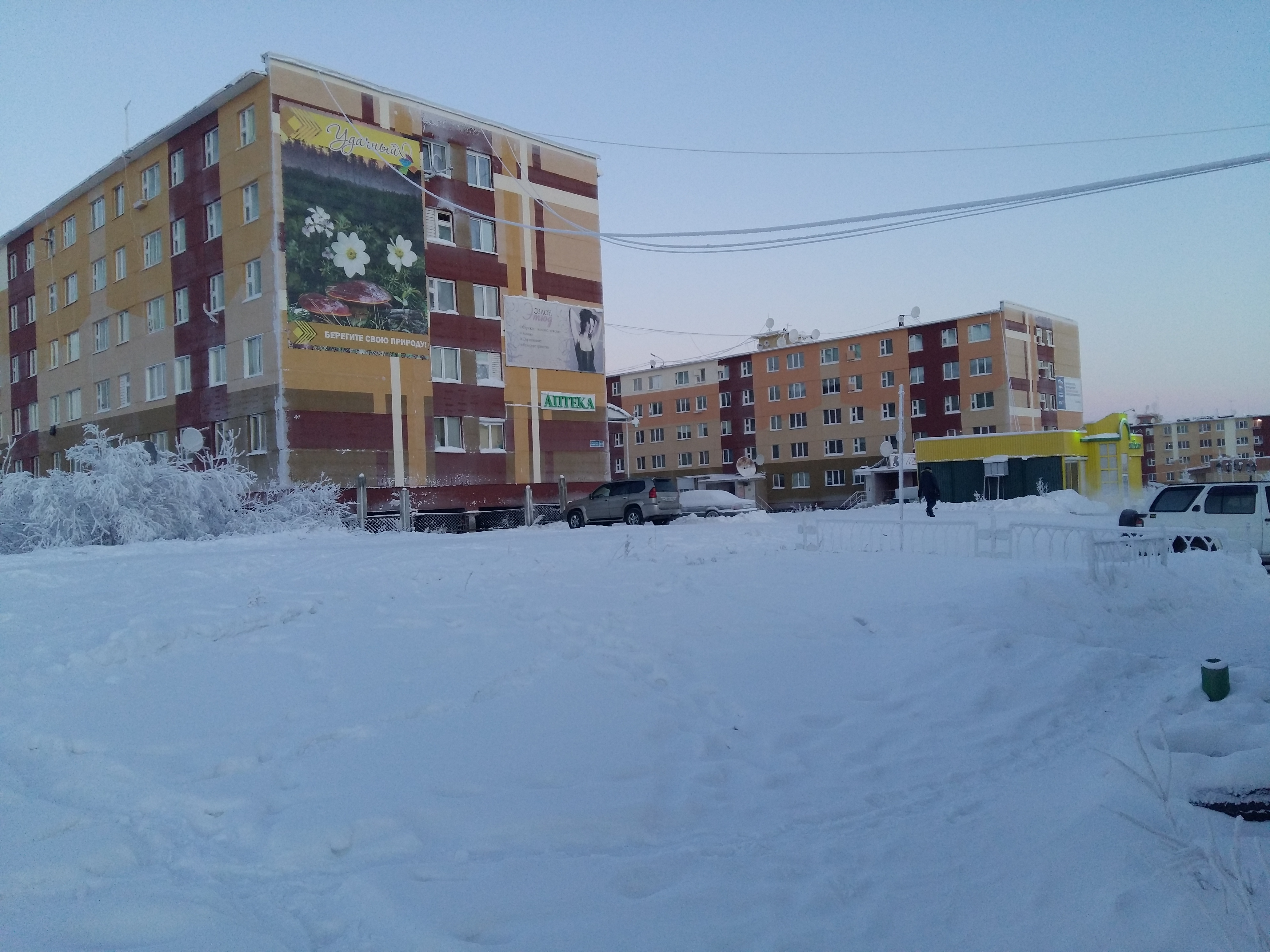
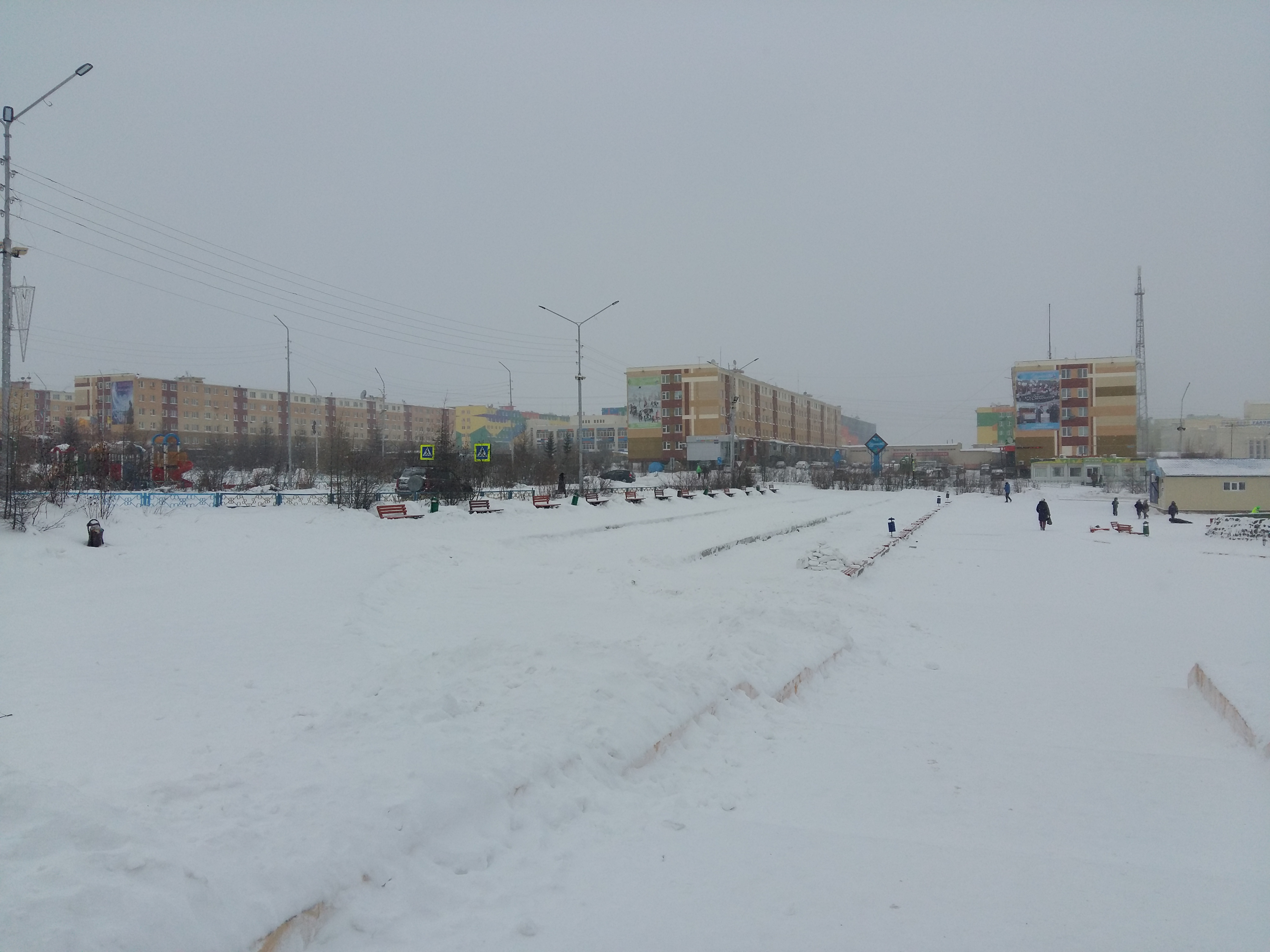
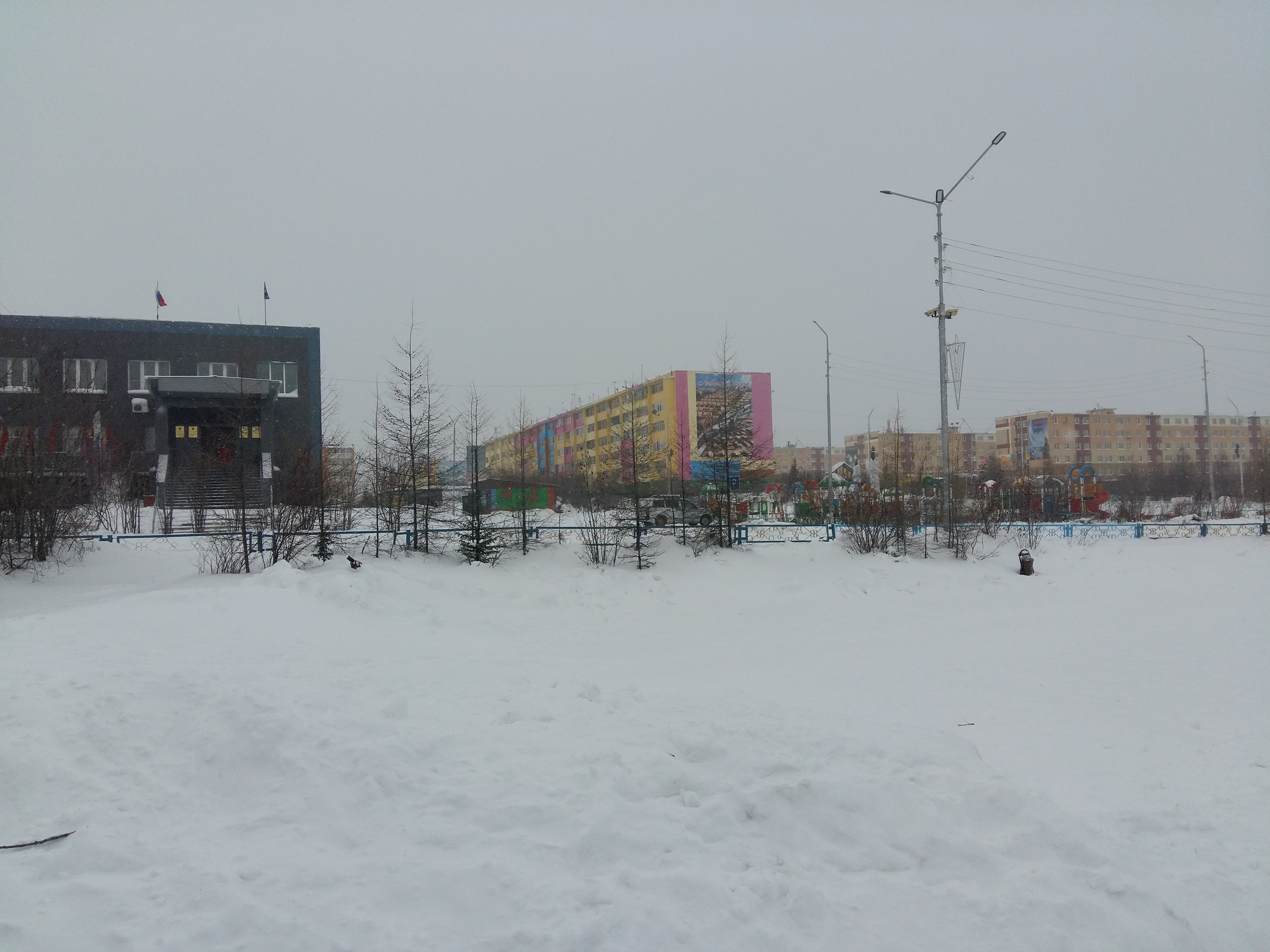
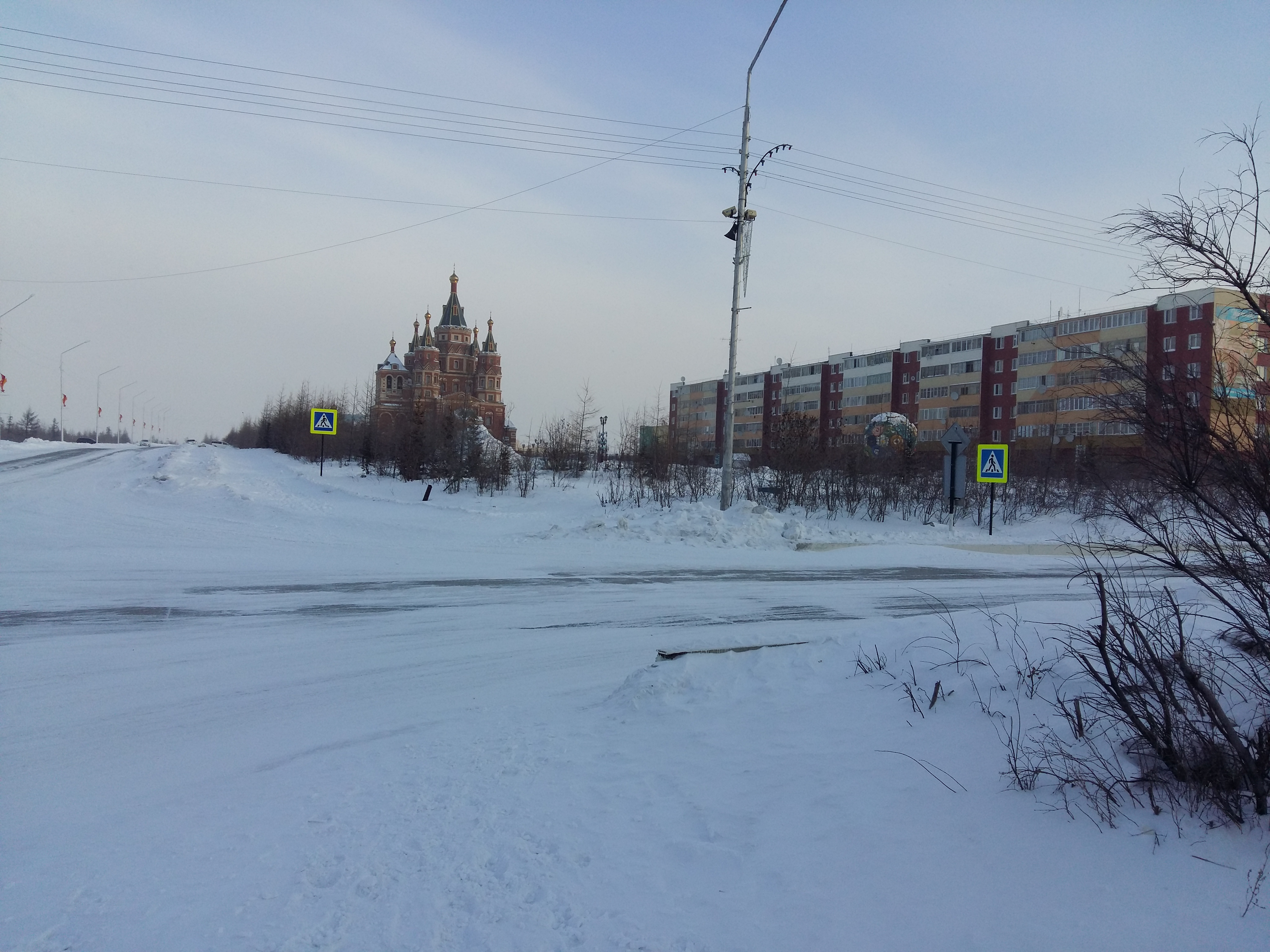